# Nora (Szwecja)
Nora – miejscowość (tätort) i siedziba gminy Nora w południowej Szwecji, w regionie Örebro.
W styczniu 2012 liczyło 6 608 mieszkańców.